# Pont a l'entrada del poble (Arbúcies)
El Pont a l'entrada del poble és una obra d'Arbúcies (Selva) inclosa a l'Inventari del Patrimoni Arquitectònic de Catalunya.

## Descripció
Pont a l'entrada de la vila, d'un sol arc de maons i pedra i pla. Va ser refet després de la guerra, moment en què s'hi van afegir les baranes. Passa per sobre de la riera d'Arbúcies, afluent per l'esquerra de la Tordera.